# Багатокомпонетне складне речення
Багатокомпонентне складне речення — поліпредикатна конструкція у системі складного речення, структур, мінімум якої для різних моделей становить три-п'ять предикативних компонентів, поєднаних за допомогою двох-чотирьох сполучних засобів зв'язками сурядності або підрядності чи їхніми різновидами — супідрядності або послідовної підрядності.
У широкому розумінні багатокомпонентними вважаються будь-які складні конструкції, що включають не менше трьох простих речень, поєднані як сполучниковим зв'язком, так і безсполучниково:
«Сонце пригрівало сильніше1, із голубого неба долітав повний жалю журавлиний трубний клич2, який то гучнів, то завмирав, тонучи в голубій безвісті3» (Григорій Тютюнник).
Більшість Багатокомпонетних складних речень має багатомірну структуру, зовнішній і внутрішній (один чи кілька) рівні членування. На зовнішньому рівні структура таких речень виразно двочленна, чітко визначаються головні синтаксичні зв'язки і семантико-синтаксичні відношення, встановлюються частини, що можуть бути як простими, так і складними реченнями:
«Виплутавшись з гавані, пароплав, глибоко занурюючись у височенні синьо-білі хвилі, ще густіше задимів1, і Євген уже не міг відрізнити2, де крила чайок3, що кружляли над палубою4, а де біла хустина5, яка тріпотіла в Марієній руці6» (В. Канівець).
Внутрішній рівень членування поширюється на частини багатокомпонентного складного речення, структурні схеми яких стосуються синтаксичні організації складного речення. Синтаксичні зв'язки і семантико-синтаксичні відношення у багаторівневих багатокомпонентних утвореннях перебувають між собою в ієрархічних відношеннях. Залежно від характеру синтаксичного зв'язку на зовнішньому і внутрішньому рівні членування виділяються монозв'язкові й полізв'язкові складні багатокомпонентні речення. До центральних монозв'язкових належать конструкції з послідовною підрядністю, з неоднорідною супідрядністю; до центральних полізв'язкових — з однорідною супідрядністю, з сурядністю і підрядністю.